# Matthew McKay (homme politique)
Pour les articles homonymes, voir Matthew McKay et McKay.
Matthew McKay (6 octobre 1858-14 février 1937) est un dentiste et un homme politique fédéral canadien de l'Ontario. Il représente la circonscription de Renfrew-Nord à titre de député du Parti libéral du Canada de 1921 à 1925 et de 1935 à 1937.

## Biographie
Né dans le canton de West Gwillimbury au Ontario, McKay étudie à Bradford, au Whitby Collegiate Institute, à la Normal School de Toronto, à l'Université Queen's de Université Queen's et au Royal College of Dental Surgeons de Toronto. Il travaille ensuite comme dentiste, chirurgien dentiste et professeur.

## Carrière politique
McKay entame sa carrière politique en servant comme conseiller municipal de Pembroke pendant cinq ans et ensuite comme maire.
Élu en 1921, il est défait par le conservateur Ira Delbert Cotnam en 1925. À nouveau défait par Cotnam en 1926 et en 1930, il reprend son poste en 1935. Il meurt en fonction des complications de la grippe et de la pneumonie dans un hôpital d'Ottawa deux ans plus tard.